# Lajatico
Lajatico là một đô thị ở tỉnh Pisa trong vùng Toscana thuộc Ý, có cự ly khoảng 50 km về phía tây nam của Florence và khoảng 40 km về phía đông nam của Pisa. Tại thời điểm ngày 31 tháng 12 năm 2004, đô thị này có dân số 1.353 người và diện tích là 72,3 km².
Lajatico giáp các đô thị: Chianni, Montecatini Val di Cecina, Peccioli, Riparbella, Terricciola, Volterra.

## Công trình nổi bật
- Villa di Spedaletto
- Teatro del Silenzio

## Người nổi tiếng
- Andrea Bocelli sinh ra ở đây.